# Vladan Radovanović
Vladan Radovanović, serb. Владан Радовановић (ur. 5 września 1932 w Belgradzie, zm. 15 maja 2023 tamże) – serbski kompozytor.

## Życiorys
Ukończył studia pod kierunkiem Milenko Živkovicia w konserwatorium w Belgradzie. Początkowo komponował w stylistyce neoklasycystycznej. Od początku lat 60. XX wieku tworzył muzykę elektroniczną, zajmował się także literaturą i sztukami plastycznymi. Realizował nagrania w studiach w Warszawie, Paryżu, Utrechcie i Budapeszcie. Od 1972 roku kierował studiem elektronicznym Radia Belgrad, którego był współzałożycielem. Za swoje kompozycje otrzymał liczne nagrody, m.in. w Bourges i São Paulo. Za utwór Spheroon został w 1977 roku wyróżniony nagrodą G. Zafraniego na konkursie Prix Italia.
Opublikował pracę Komponovanije kao osluškivanije („Muzički talas” 1994 nr 1) oraz powieści Les déserts (Belgrad 1967) i Vokovizuel (Belgrad 1987).

## Wybrane kompozycje
(na podstawie materiałów źródłowych)

### Utwory na taśmę
- Spheroon (1966)
- Elektronska studija I (1967)
- Duboki Do. (1974)
- Electra (1974)
- Undina (1976)
- Computoria (1977)
- Malo večno jezero (1984)
- Timbral (1987)
- Yenvents (1990)
- Ansambl (1993)
- Savežda (1994)

### Utwory instrumentalne
- II sonata na 2 fortepiany (1955)
- Evolucija na 18 instrumentów smyczkowych (1970)
- Duo na saksofon i marimbę (1982)

### Utwory wokalne i wokalno-instrumentalne
- Prazvuk na 2 głosy (1961)
- Urklang na mezzosopran i orkiestrę kameralną (1962)
- Chorales, Intermezzi e Fuga na głosy żeńskie (1962)
- Pentaptych na głos i 6 instrumentów (1964)
- Audiospacija na chór żeński i taśmę (1975–1978)
- Lažno ogledalo na sopran, alt, flet, fagot, skrzypce i taśmę (1987)
- Glasovi zemljana na głosy żeńskie (1995)